# Cerro Tanaro
Cerro Tanaro é uma comuna italiana da região do Piemonte, província de Asti, com cerca de 592 habitantes. Estende-se por uma área de 4 km², tendo uma densidade populacional de 148 hab/km². Faz fronteira com Castello di Annone, Masio (AL), Quattordio (AL), Rocchetta Tanaro.

## Demografia
| Variação demográfica do município entre 1861 e 2011                               |
|                                                                                   |
| Fonte: Istituto Nazionale di Statistica (ISTAT) - Elaboração gráfica da Wikipedia |